# Heliura thysbodes
Heliura thysbodes là một loài bướm đêm thuộc phân họ Arctiinae, họ Erebidae.